# Wapen van Ulrum

Het wapen van Ulrum

Het wapen van Ulrum werd op 14 april 1890 per Koninklijk Besluit door de Hoge Raad van Adel aan de Groninger gemeente Ulrum toegekend. Dit wapen werd op 12 oktober 1990 vervangen door een ander wapen omdat de gemeente Ulrum vanaf 1990 met behoud van haar eigen naam werd samengevoegd met de gemeenten Eenrum, Kloosterburen en Leens. In 1992 volgde een hernoeming in gemeente De Marne, waarbij het in 1990 toegekende wapen op naam werd gesteld van De Marne.

## Blazoenering
De blazoenering van het wapen van 14 april 1890 luidt als volgt:
Een doorsneden schild; boven in lazuur een wassende maan van zilver vergezeld van eene zespuntige ster van goud; beneden in zilver twee boven elkander geplaatste visschen van sinopel. Het schild gedekt met eene gouden kroon van vijf fleurons en omgeven door het randschrift ""Gemeentebestuur van Ulrum

## Verklaring
Het wapen vertoont sterke overeenkomsten met het (heraldisch) linkerdeel van het wapen van de familie Aesinga, die in de gemeente in de Asingaborg woonde. Het verschil is de kleur van het schild en de vissen: in het gemeentewapen is het schild doorsneden van blauw en zilver, met groene vissen; in het wapen van Aesinga is het schild geheel blauw en zijn de vissen van zilver.
De site Nederlandse Gemeentewapens stelt dat de ster de Noordster zou kunnen voorstellen, daar Ulrum een van de meest noordelijke gemeentes van Nederland is, terwijl de vissen vooral slaat op de visvangst vanuit Zoutkamp.
Het schild is gedekt met een markiezenkroon. Voor de blazoenering en verklaring van het wapen van 12 oktober 1990 kan worden verwezen naar het wapen van De Marne

## Verwante wapens

Wapen van De Marne